# Edgard Rimaycuna Inga
 (mai 2025).
Motif : Une seule source centrée, pas de garantie qu’il y en ait d’autres sur une durée suffisante, et pas d’admissibilité automatique comme pour certains sujets.
- Archive Wikiwix
- Bing
- Cairn
- DuckDuckGo
- E. Universalis
- Gallica
- Google
- G. Books
- G. News
- G. Scholar
- Persée
- Qwant
- (zh) Baidu
- (ru) Yandex
- (wd) trouver des œuvres sur Wikidata

| 1. | Préciser le motif de la pose du bandeau. | Précisez le motif de la pose du bandeau en utilisant la syntaxe suivante : {{admissibilité à vérifier\|date=juin 2025\|motif=remplacez ce texte par le motif}}                             |
| 2. | Informer les utilisateurs concernés.     | Pensez à avertir le créateur de l'article, par exemple, en insérant le code ci-dessous sur sa page de discussion : {{subst:avertissement admissibilité à vérifier\|Edgard Rimaycuna Inga}} |

Edgard Iván Rimaycuna Inga, né le 24 septembre de 1989 à Chiclayo, est un prêtre, philosophe et théologien péruvien. Depuis le 8 mai 2025, il est le secrétaire particulier du pape León XIV, prenant la suite de Fabio Salerne.

## Biographie
Edgard Iván Rimaycuna Inga est originaire de Chiclayo, ville du nord du Pérou et ancien siège épiscopal de Robert Francis Prevost. Il effectue ses études au collège national San José de Chiclayo, d'où il sort diplômé en 2005.
Il entre ensuite au séminaire de Saint Toribio de Mogrovejo. À l'issue de cette formation, il est prêtre pour la cathédrale Sainte-Marie de Chiclayo jusqu'en 2017. Il part ensuite à Rome pour continuer ses études à l'Institut biblique pontifical.
Depuis le 8 mai 2025, il est le secrétaire particulier du pape Léon XIV,.